# 直島銭湯「I♥湯」
直島銭湯「I♥湯」（なおしませんとう あいらぶゆ）は、香川県香川郡直島町（直島内）にある、大竹伸朗の美術作品かつ銭湯。

## 概要
大竹が得意とする手法「スクラップブック」をふんだんに用い、さらに初の試みとなる絵付けタイルの手法を風呂絵、モザイク画、トイレの便器にまで駆使し作り上げた実際に入浴ができる美術施設。直島の海の玄関である宮浦港すぐそばの狭い道に面し建つ。島民と来訪者との交流の場となるよう、また島民に活力を与えることを意図し、造営された。運営はNPO法人直島観光協会ならびに宮ノ浦自治会が担う。
大竹は、直島ではこの作品のほかに家プロジェクトの7つの建築群のひとつ「はいしゃ」も担当し、自由の女神のオマージュ作品「舌上夢/ボッコン覗」（2006年）も発表している。

## 由来

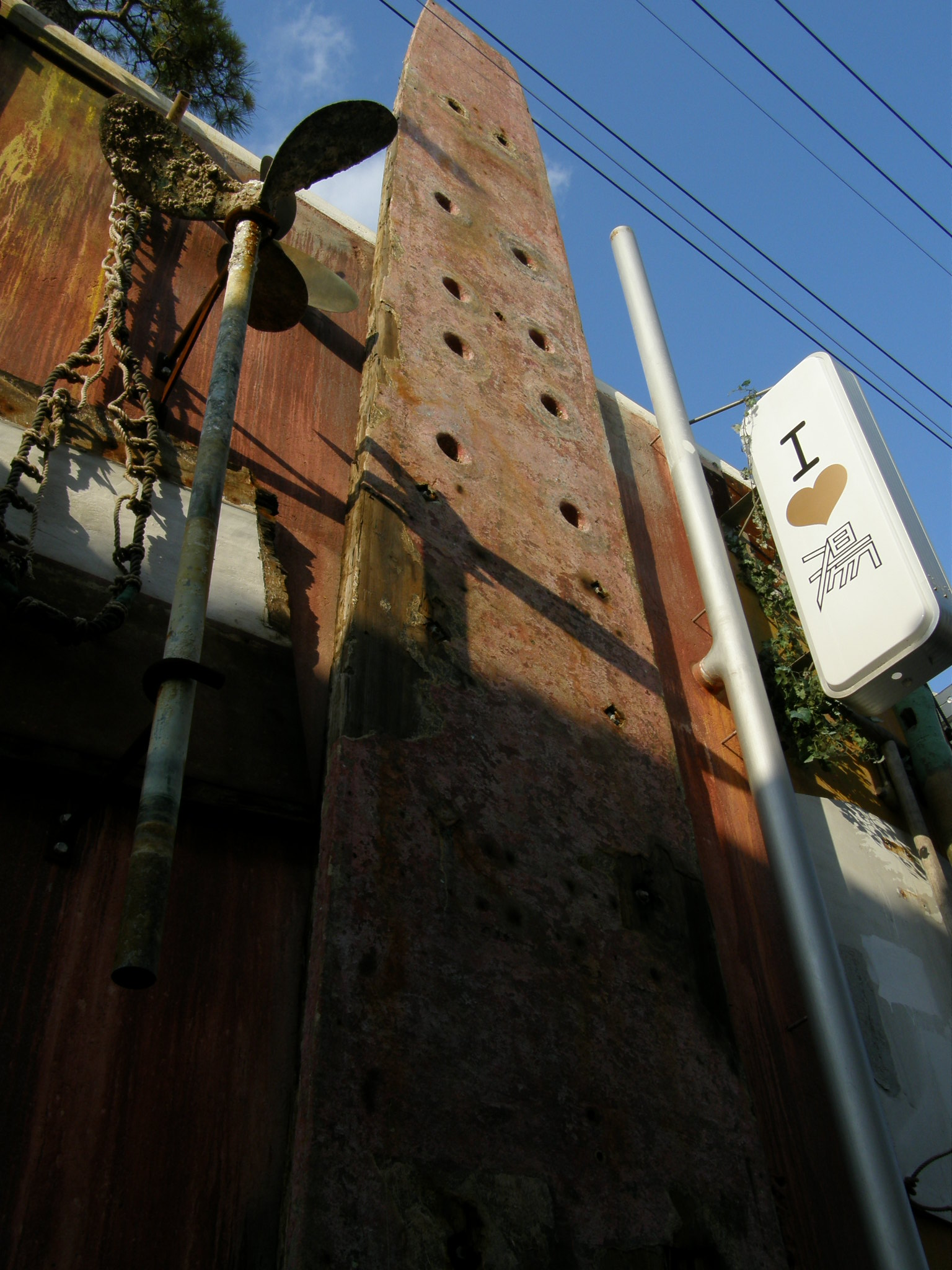
建物側面

「I♥湯」の名称は、多くの候補の中から選ばれたものである。大竹自身は昭和30年代の小学生時代に銭湯によく通っており、「未知なる世間」や大人の所作を垣間見た記憶があり、銭湯と人の記憶のあり方に多くの共通点が存在すると考える。大竹にとっての記憶とは、光景、音、におい、気候と強く関連付けられ、見知らぬ人々との一瞬のすれ違いにも感じる匂いにや風圧にも瞬時にして何十年も過去へ連れ戻されたり、当時の鮮烈な光景を呼び起こされたりする経験があり、そこからに独自な未来のヴィジョンを見たりもするという。こうした混沌とした多くの要素の入り混じった銭湯に全裸で浸かることこそが人が沈黙の中に自身の記憶に向き合うことと考え、ひいては「胎児と羊水の関係」（大竹自身の言葉）に思い至ると考えた。製作に当たっては、試行錯誤の日々であったが個人的な「銭湯作品」であることよりも島民に長く愛される銭湯を意図した。

## 外観
外観は、東南アジアのバー風である。使用された材料は日本全国から集められた。船の船橋、船底などが自在にちりばめられ、建物自体は四角い一見シンメトリックな構造に見えるが付属物によりエキセントリックな装飾を施されながらも、バランスを崩すことなく大胆な表現に成功している。玄関が中央に置かれるため安定感があるが、女体をかたちどった軒上の看板からは細く緩やかな曲腺を描くアームが伸びその先に「ゆ」のネオンサインが高らかに掲げられ、港からでも銭湯のありかが確認できる。浴室には秘宝館から持ち込んだ小象が男湯と女湯の仕切り壁上部に立ち、左右の目でそれぞれを見下ろす。浴室や脱衣場の各所に性的な言葉がさりげなく散りばめられ、「性」がテーマのひとつとなっていることがあきらかにされる。制作にはクリエイティブ集団「graf」が参画している。

## ギャラリー

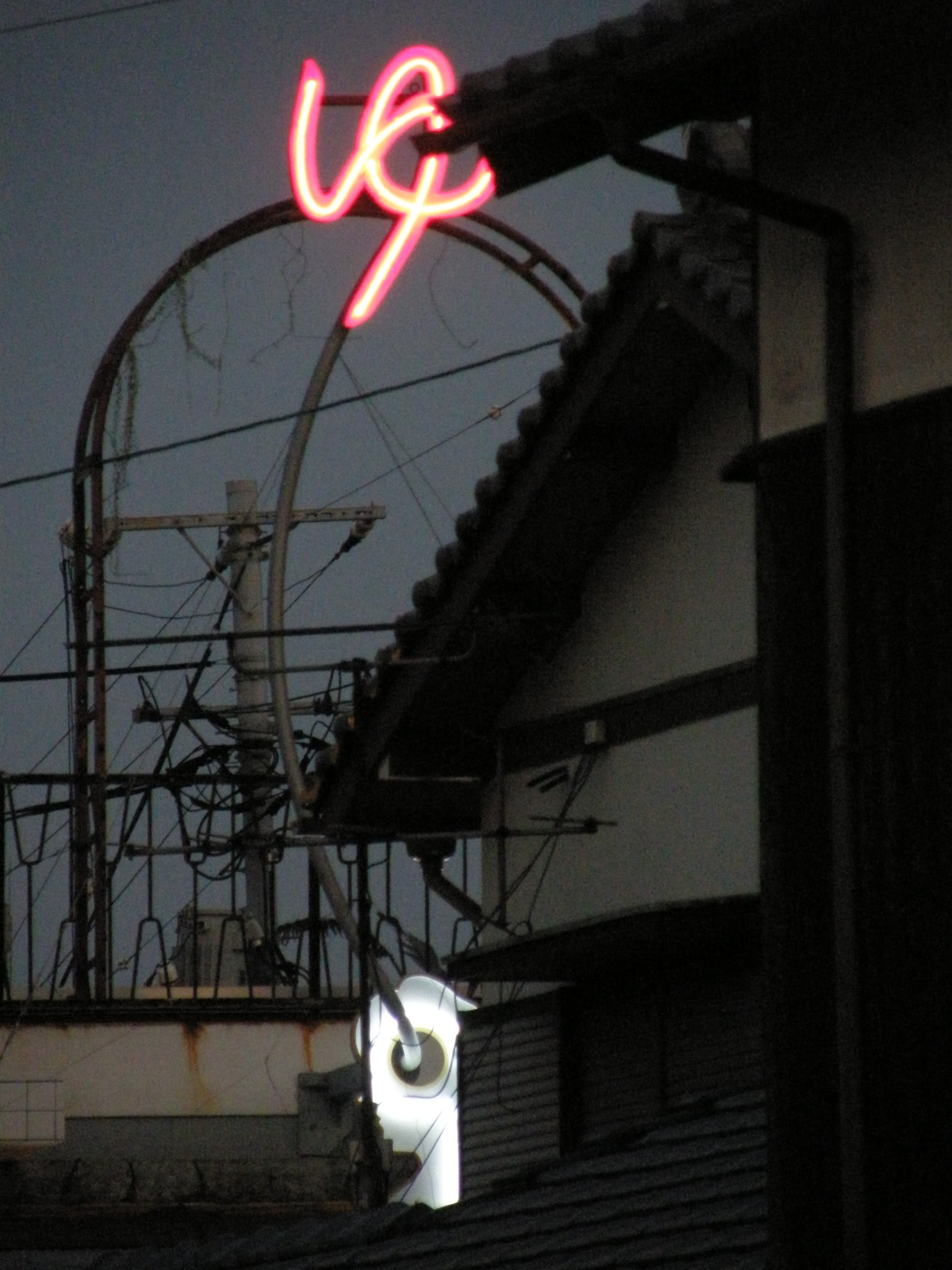
「ゆ」のネオン
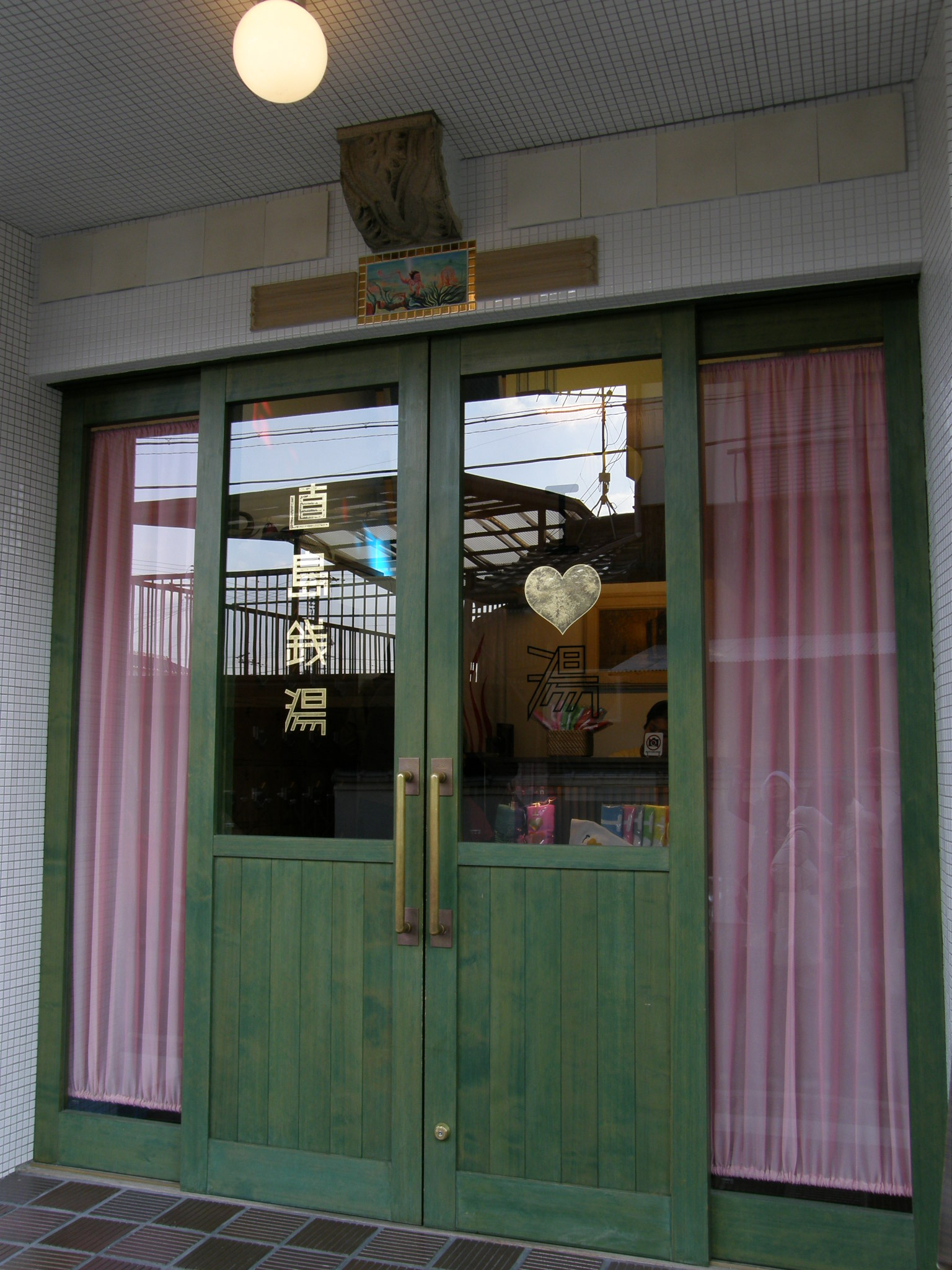
直島銭湯「I♥湯」 入り口

## 所在地
香川県香川郡直島町2252-2（直島内）

### アクセス
直島宮ノ浦港より徒歩2分。
- 直島の宮ノ浦港へは高松港（香川県）および宇野港（岡山県）より定期船が出ている（共に四国汽船による運航[2]）。